# Ernst Wagner (Physiker)
Ernst Wagner (* 14. August 1876; † 1928) war ein deutscher Physiker. Er war Assistent von Wilhelm Conrad Röntgen.
Wagner studierte zunächst Medizin in Würzburg und dann Physik in Berlin und München. 1903 wurde er bei Röntgen promoviert. 1904/05 arbeitete er unbezahlt bei Röntgen, bevor er 1906 Assistent als Nachfolger von Schmauss wurde. 1909 wurde er Privatdozent und 1915 außerordentlicher Professor. Er blieb bis nach dessen Emeritierung (1920) bei Röntgen. Dieser hielt ihn zwar für geschickt, intelligent und kenntnisreich, bemängelte aber gleichzeitig einen Mangel an Entschlossenheit und dass er zu wenig publizierte. 1922/23 wurde er Professor in Würzburg. 1923 richtete er dort ein Röntgen-Gedächtniszimmer ein.
Er befasste sich mit Röntgenstrahlung und absoluter Messung hoher Drücke. 